# Afrotrilepis pilosa
Afrotrilepis pilosa är en halvgräsart som först beskrevs av Johann Otto Boeckeler, och fick sitt nu gällande namn av Jean Raynal. Afrotrilepis pilosa ingår i släktet Afrotrilepis och familjen halvgräs. Inga underarter finns listade i Catalogue of Life.